# NGC 6163
NGC 6163 је спирална галаксија у сазвежђу Херкул која се налази на NGC листи објеката дубоког неба.
Деклинација објекта је + 32° 50' 49" а ректасцензија 16h 28m 27,8s. Привидна величина (магнитуда) објекта NGC 6163 износи 14,4 а фотографска магнитуда 15,4. NGC 6163 је још познат и под ознакама MCG 6-36-48, CGCG 168-15, HCG 82B, KUG 1626+329D, NPM1G +32.0474, PGC 58250.